# Vizna politika Evropske unije
Vizna politika Evropske unije predstavlja politiku država članica u pogledu zahteva za ulazak stranaca na njenu teritoriju. Vizna politika ne odnosi se na državljane EU.
Viznu politiku Evropske unije čine sledeći režimi:
- Vizni režim Šengenske zone
- Vizni režim Irske

Vizna politika Šengenske zone je primarna, a izuzetak prema njoj predstavlja Irska koja nije deo Šengenske zone (sprovodi samo određene mere koje se tiču političke i pravne saradnje) pa time ima sopstvenu viznu politiku u odnosu na zemlje van Evropske unije. Kipar još uvek niје deo Šengenske zonе.
U pogledu slobode kretanja teritoriju Evropske unije čine:
- Šengenska zona
- Irska
- Specijalne teritorije Evropske unije

Viznu politiku Šengenske zone sprovode i Island, Lihtenštajn, Norveška i Švajcarska a slobodna zona kretanja prostire se i na Vatikan, Monako i San Marino.